# Gerry Healy
Thomas Gerard Gealy, conocido como Gerry Healy (3 de diciembre de 1913 - 14 de diciembre de 1989) fue un activista político, cofundador del Comité Internacional de la Cuarta Internacional y, según un prominente antiguo partidario estadounidense, David North, el líder del movimiento trotskista en Gran Bretaña entre 1959 y 1985.

## Principios de su carrera
Nacido en Ballybane, condado de Galway, Irlanda, aunque algunas fuentes dicen Liverpool, emigró a Inglaterra y trabajó como operador de radios navales a la edad de catorce años. Se unió pronto al Partido Comunista de Gran Bretaña, pero luego lo abandonó para unirse al núcleo trotskista "Group Militant" en 1937. Más tarde dejó a su vez este grupo para convertirse en uno de los fundadores de la Workers International League, dirigida por Ted Grant, Jock Haston y Ralph Lee. 
El periodo de Healy en la WIL fue dificultoso y amenazó con renunciar varias veces y fue, de hecho, expulsado y luego readmitido. Estaba en el grupo cuando este se fusionó con la Liga Revolucionaria Socialista (Revolutionary Socialist Ligue) para formar el Partido Comunista Revolucionario (Revolutionary Communist Party), pero este creció en cercanía con la dirección de la Cuarta Internacional, de hecho, con la dirección del Socialist Workers Party norteamericano y su representante en Gran Bretaña, Sam Gordon. Ellos animaron a Healy a formar una fracción y a llevar a ese grupo dentro del Partido Laborista. En 1950, él fue recompensado, cuando el PCR votó disolverse y unirse a su fracción que fue conocida como The Club. 
En 1953, Healy se unión a la ruptura en la Cuarta Internacional instigada por James P. Cannon y pronto se convirtió en líder del Comité Internacional de la Cuarta Internacional. El grupo "The Club" reclutó un número importante de antiguos miembros del Partido Comunista de Gran Bretaña después de que se hubieran desilusionado con el estalinismo después del XX Congreso del Partido Comunista Soviético de febrero de 1956, en el cual Jruschov realizó sus revelaciones sobre el estalinismo, y de la derrota de la Revolución Húngara. Esto cambió cualitativamente la habilidad del grupo de Healy para llevar adelante actividades y The Newsletter comenzó a ser publicado como un periódico regular semanal en 1958. The Club se convirtió en la Liga Socialista del Trabajo (Socialist Labour League) en 1959, y en 1973 en el Workers Revolutionary Party.

## Workers Revolutionary Party
En 1974, aproximadamente doscientos miembros nucleados en torno a Alan Thornett, por aquel entonces un militante dirigente en la industria automotriz de Cowley, fueron expulsados de partido. Parte de este grupo formaría la Liga de los Trabajadores Socialistas (Workers Socialist League). Desde este momento, el WRP perdió miembros y quedó cada vez más aislado del movimiento obrero. No obstante, mantuvo el tamaño y los recursos necesarios para producir una prensa diaria. Mucho del dinero para esta empresa editorial provino de subsidios y contratos de impresión con varios regímenes de Medio Oriente, como ha sido probado más tarde por informes internos. Complementaron sus ingresos imprimiendo periódicos para figuras dirigentes de la izquierda laborista, tales como George Galloway, Ken Livingstone y el Labour Herald de Ted Knight, un antiguo miembro de la SLL. Healy forjó una amistad con Livingstone. El Herald también sirvió como vehículo para la limitada operación de entrismo del WRP en este periodo. El régimen de Healy dentro de The Club, la SLL y el WRP estaba marcado por demandas por un más alto nivel de activismo. Una excepción a este requerimiento fue hecha para los participantes en los frentes culturales que la SLL estableció para atraer a actores y escritores, al menos hasta que se convirtieron en miembros plenos del partido. Esto atrajo a figuras prominentes, incluyendo a Vanessa Redgrave. 

## Implosión del WRP
Hacia 1985, habían surgido preocupaciones dentro del WRP con respecto a los lazos financieros, políticos y de inteligencia de Healy con los gobiernos de Libia e Irak hasta el punto de que el grupo implosionó, siendo el golpe final las revelaciones de Aileen Jennings respecto del abuso sexual de las militantes por parte de Healy. Healy describió tales acusaciones como una pantalla de humo para quienes se habían decepcionado de la política revolucionaria, luego de la derrota de la huelga minera. El resultado fue que el WRP se desintegró en varios grupos minúsculos que competían entre sí. Ken Livingstone, laborista de izquierda que después se convirtió en alcalde de Londres, declaró en 1994 que la ruptura era el trabajo de agentes del MI5.
En 1985 Healy fue expulsado del WRP y este, a su vez, se rompió prontamente en varios pedazos. Una versión del grupo produjo una versión de su diario que llevaba por título "Healy expulsado", mientras el WRP de Healy produjo una versión totalmente diferente. El WRP de Healy continuó hasta que consideró que la dirección de Torrance estaba realizando maniobras anticonstitucionales y formó otro grupo nuevo. Fundado en 1987, el Partido Marxista (Marxist Party) tuvo muy pocos miembros, pero mantuvo la lealtad de Vanessa y Corin Redgrave. Una fracción dentro del WRP apoyó la perspectiva planteada por el secretario del Comité Internacional de la Cuarta internacional y de la Workers League David Norh. Ellos formaron el WRP (Internacionalista), luego denominado Partido Comunista Internacional (International Communist Party) y, en 1996, Partido Socialista de la Igualdad (Socialist Equality Party). 
En la última etapa de su vida, Healy declararía que la desintegración del WRP se debió a la intervención del MI5. También afirmó que Mijaíl Gorbachov estaba dirigiendo la revolución política en la URSS. Healy murió a la edad de 76 años en el Reino Unido por causas naturales. Fue caracterizado como "Frank Hood of the Hoodlums" en la sátira de Tariq Alí, Redemption.

## Críticas
Healy ha sido criticado a menudo por el régimen interno del WRP, que no permitía a los miembros cuestionar sus ideas o su política. También se ha informado repetidas veces de que ha usado la violencia física contra miembros que hablaban "más de la cuenta" y que, mientras disfrutaba de una vida confortable desde el punto de vista financiero, permitía que algunos de sus militantes más comprometidos  vivieran en la pobreza.

## Lectura complementaria
- Lotz, Corinna; Feldman, Paul. Gerry Healy: A Revolutionary Life  (1994; Lupus Books) ISBN 0-9523454-0-4 - A full political biography of Healy.